# Нобс, Оливия
Оливия Нобс (нем. Olivia Nobs; 18 ноября 1982, Ла-Шо-де-Фон, кантон Невшатель, Швейцария) — швейцарская сноубордистка, выступающая в сноубордкроссе. Бронзовая призёрка Олимпийских игр 2010 года в кроссе.

## Карьера
Первым международным соревнованием для Нобс стала гонка FIS, которая прошла 11 марта 2001 года. Вскоре она впервые участвовала в кубка мира, а затем, 18 января 2002 года, стала победительницей на этапе в Бардонеккии. В сезоне 2002/03 она заняла высшее для себя второе место в зачёте по сноубордкроссу, и также она заняла 17-е место на чемпионате мира 2003, повторив этот результат на чемпионате 2005.
Нобс участвовала на зимних Олимпийских играх 2006 в Турине, став 11-й в сноубордкроссе. Она пропустила чемпионат мира 2007, на зато на следующем первенстве заняла второе место.

## Призовые места на этапах кубка мира

### 1-е место
- 18 марта 2003, Ароса, Швейцария
- 25 января 2003, Берхтесгаден, Германия
- 18 января 2002, Бардонеккия, Италия

### 2-е место
- 13 февраля 2009, Сайприсс, Канада
- 4 января 2006, Бад-Гаштайн, Австрия
- 9 декабря 2005, Уистлер, Канада
- 5 марта 2003, Бад-Гаштайн, Австрия

### 3-е место
- 30 января 2002, Бад-Гаштайн, Австрия

## Зачёт кубка мира

### Общий зачёт
- 2005/06 — 14-е место (3360 очков)
- 2007/08 — 32-е место (2060 очков)
- 2008/09 — 22-е место (2270 очков)

### Зачёт по сноубордкроссу
- 2001/02 — 5-е место (3050 очков)
- 2002/03 — 2-е место (3970 очков)
- 2003/04 — 22-е место (1110 очков)
- 2004/05 — 12-е место (1980 очков)
- 2005/06 — 4-е место (3360 очков)
- 2007/08 — 11-е место (2060 очков)
- 2008/09 — 10-е место (2270 очков)